# Camptopoeum handlirschi
Camptopoeum handlirschi là một loài Hymenoptera trong họ Andrenidae. Loài này được Friese mô tả khoa học năm 1900.